# Приморська вулиця (Одеса)
Примо́рська ву́лиця — одна з вулиць Одеси, розташована в історичному центрі міста. Бере початок з Митної площі і тягнеться до вулиці Чорноморського Козацтва й узвозу Віталія Блажка, перетинаючи Військовий узвіз. На цій вулиці, поруч із Потьомкінськими сходами, знаходиться одеський фунікулер.

## Пам'ятки
- Мурал «Музичний» — Приморська, 59[1]
- Колонада Воронцовського палацу — архітектор Франческо Карло Боффо[2]
- Рунічний камінь BIIR — Приморська, 3б — 2018, компанія BIIR[3]

## Заклади освіти
На вулиці Приморські розташовано декілька закладів освіти:
- Школа — Приморська, 59
- Alterra School — Приморська, 47[4]
- Одеський професійний ліцей морського транспорту — Приморська, 45[5]

## Галерея

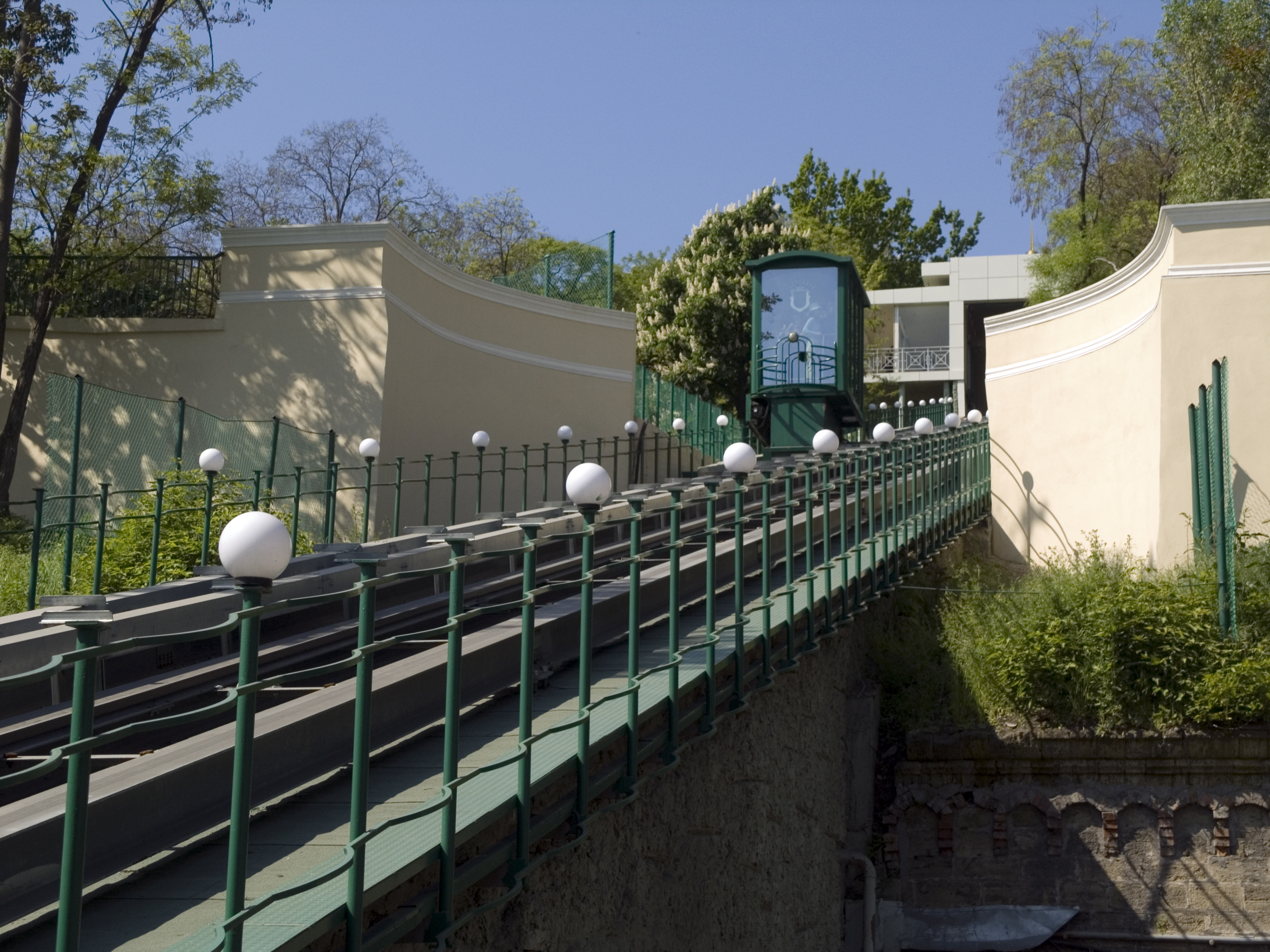
Одеський фунікулер.
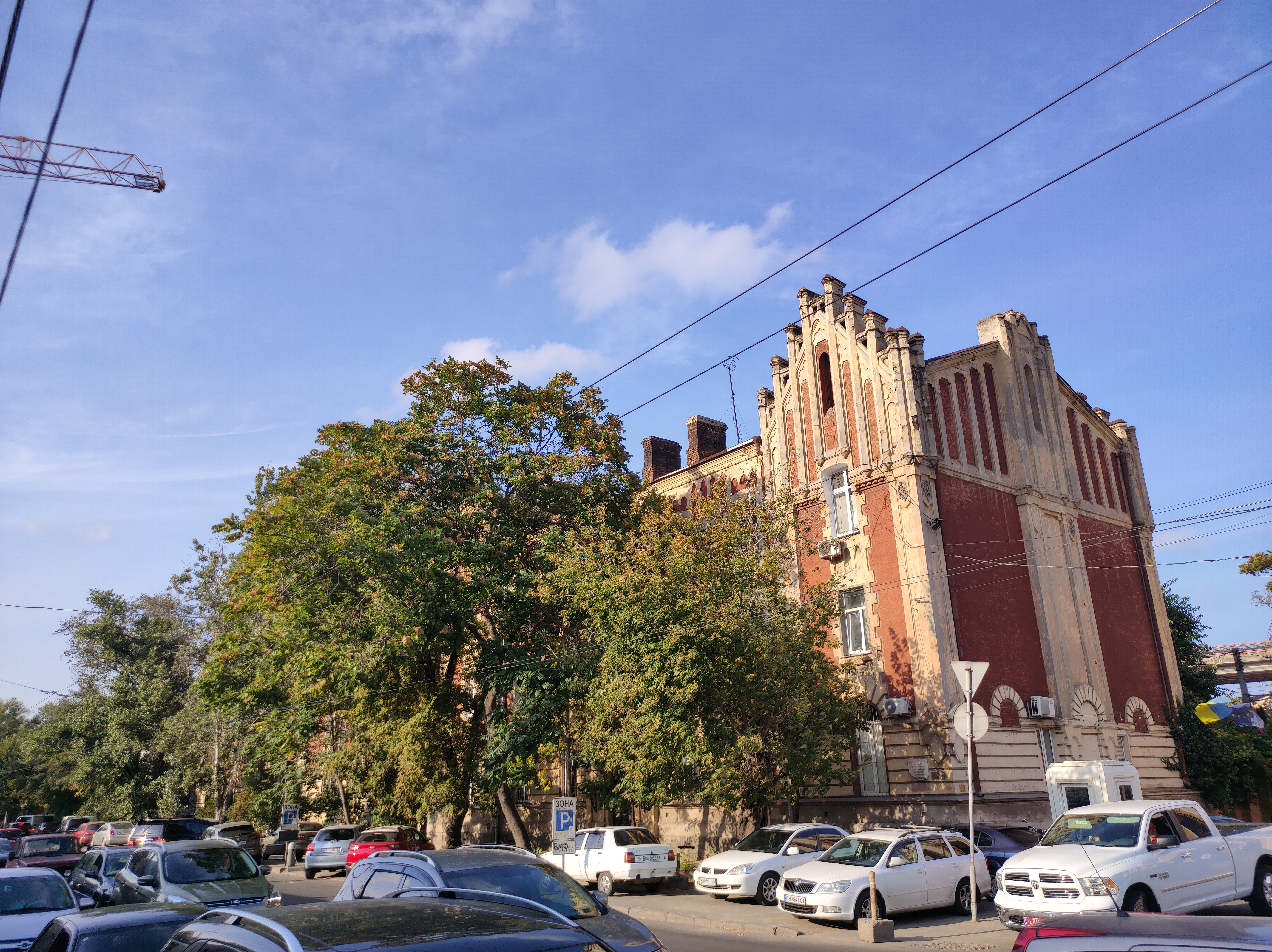
Приморська, 2
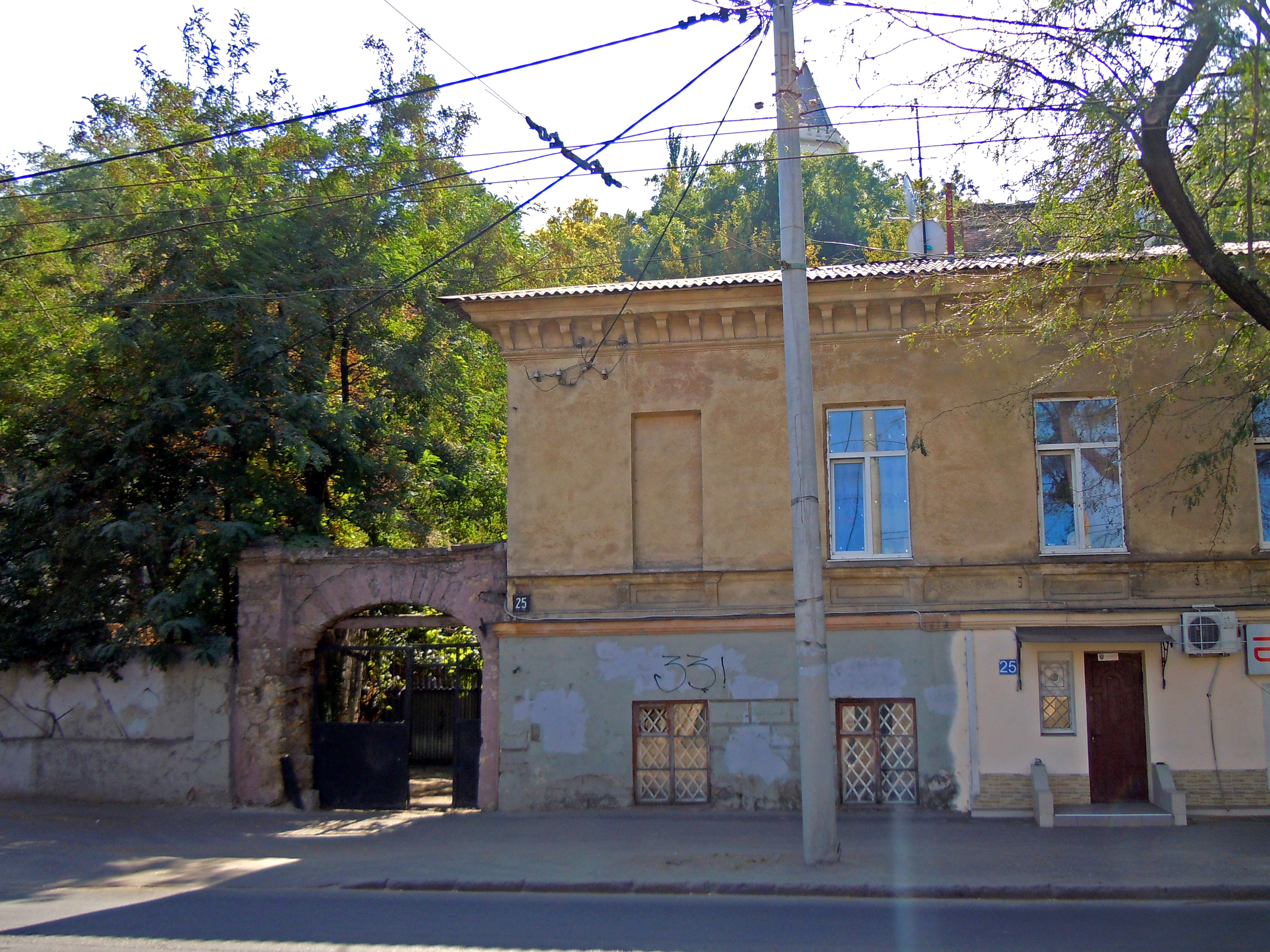
Приморська, 25
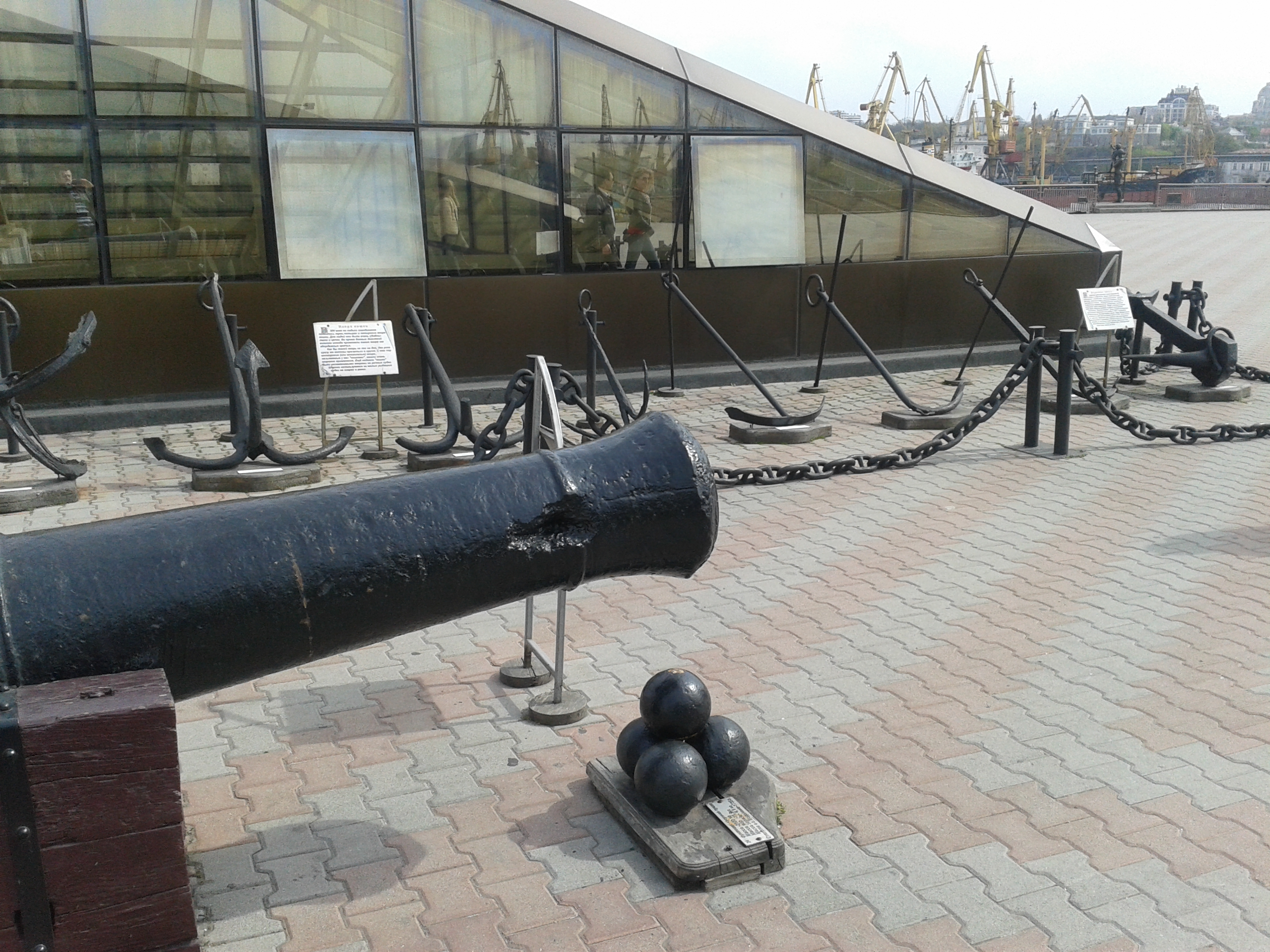
Приморська, 6
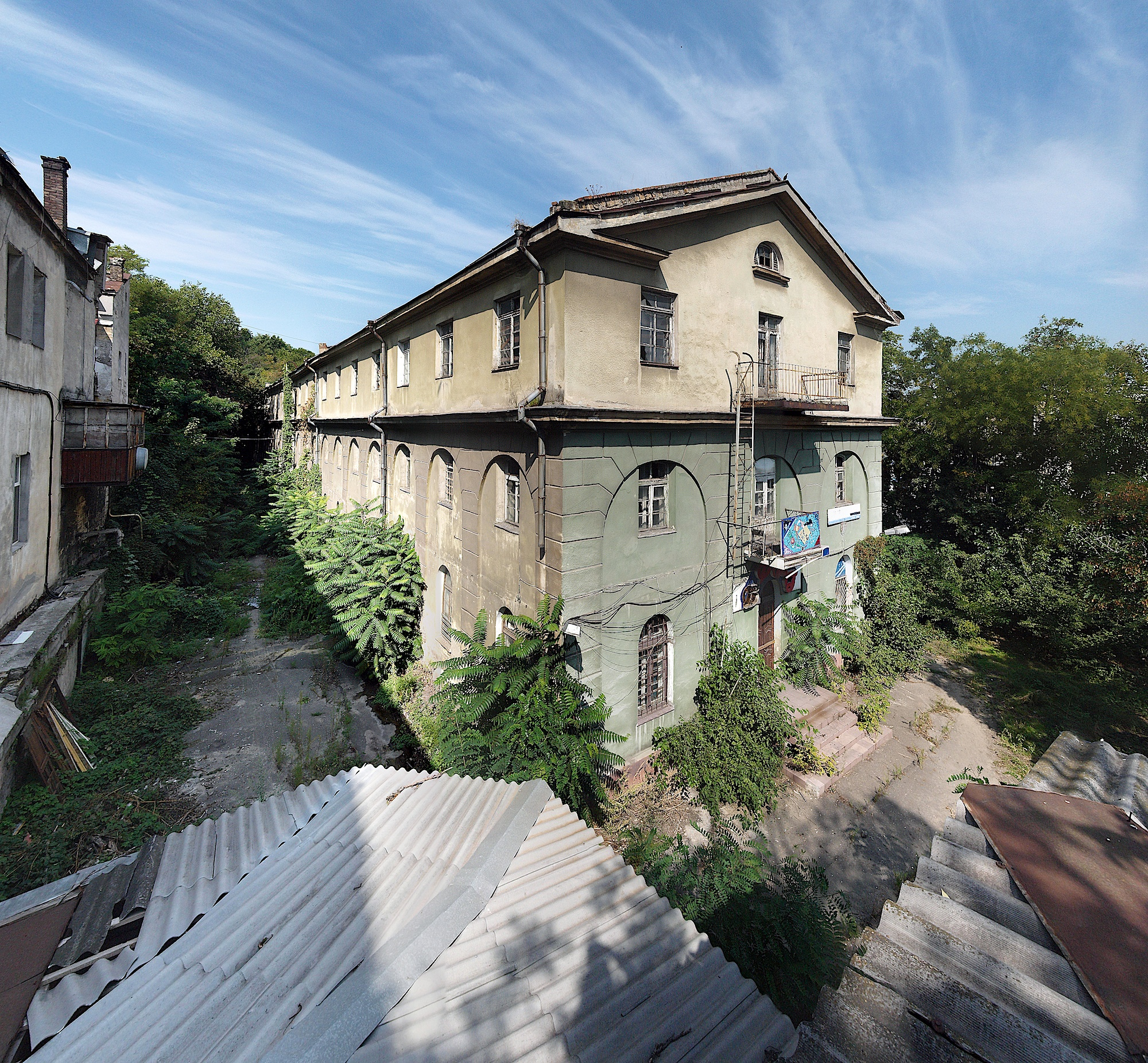
Приморська, 1